# Anlagen im Bau
Anlagen im Bau sind eine Bilanzposition des Sachanlagevermögens bilanzierender Unternehmen, die sich auf noch im Fertigstellungsprozess befindliche Anlagen bezieht. 

## Allgemeines
Nicht alle bilanzierten Sachanlagen (wie beispielsweise Fabrikgebäude, Verwaltungsgebäude oder auch maschinelle Anlagen) sind fertiggestellt und stehen deshalb dem Betriebszweck zur Verfügung. Sind derartige Anlagen am Bilanzstichtag noch nicht fertiggestellt, müssen sie als Anlagen im Bau aktiviert werden; sie stehen dem Betriebszweck noch nicht zur Verfügung. Das Bilanzrecht verlangt in § 266 Abs. 2 Ziff. A II Nr. 4 HGB deren (optische) Trennung von den fertigen Anlagen. 
Für Anlagen im Bau fallen bereits kalkulatorische Zinsen an, jedoch noch keine Abschreibungen (siehe Absetzung für Abnutzung, kurz AfA).